# Accord de libre-échange entre les Émirats arabes unis et Israël
L'accord de libre-échange entre les Émirats arabes unis et Israël est un accord de libre-échange qui supprime les droits de douanes sur 96 % des marchandises entre les deux pays,.

## Histoire
En 2020, les accords d'Abraham normalisent les relations entre Israël et les Émirats arabes unis.
En mai 2022, l'accord de libre-échange est signé entre les deux pays, après des négociations qui ont eu lieu entre novembre 2021et et avril 2022,,. Il entre en application le 1er avril 2023, après un accord douanier intermédiaire signé un peu plus tôt,.